# 한양중학교
한양중학교(漢陽中學校)는 대한민국 서울특별시 중구 신당동에 있는 사립 중학교이다.

## 학교 연혁
- 1945년 9월 1일 : 전 학양학원 이사장 김연준 박사가 재단법인 한양학원 설립
- 1948년 7월 1일 : 한양공과대학교 한양공업중학교(6년제)로 개편
- 1951년 8월 30일 : 교육법 개정의 의하여 한양중학교 9학급 편성
- 1961년 6월 22일 : 초대 김연준 교장 취임
- 1965년 2월 28일 : 교사 증측(18교실)
- 1966년 12월 1일 : 교사 증측(14교실)
- 1967년 12월 15일 : 중 2부 2학급 증설 인가
- 1971년 1월 29일 : 중학교 평준화 계획으로 2부 폐교
- 2022년 3월 1일 : 제18대 서승현 교장 취임
- 2023년 1월 6일 : 제72회 졸업식 거행(72회까지 총 32,025명 졸업)

## 참고 자료
- 한양중학교 - 한국교육학술정보원 학교알리미